# V747 Андромеды
V747 Андромеды (лат. V747 Andromedae) — двойная затменная переменная звезда типа W Большой Медведицы (EW) в созвездии Андромеды на расстоянии приблизительно 2718 световых лет (около 833 парсеков) от Солнца. Видимая звёздная величина звезды — от +13,8m до +13,25m. Орбитальный период — около 0,3715 суток (8,9156 часов).

## Характеристики
Первый компонент — жёлтая звезда спектрального класса G. Радиус — около 1,47 солнечного, светимость — около 2,183 солнечных. Эффективная температура — около 5795 K.
Второй компонент — жёлтая звезда спектрального класса G.